# Zbydniów (województwo podkarpackie)

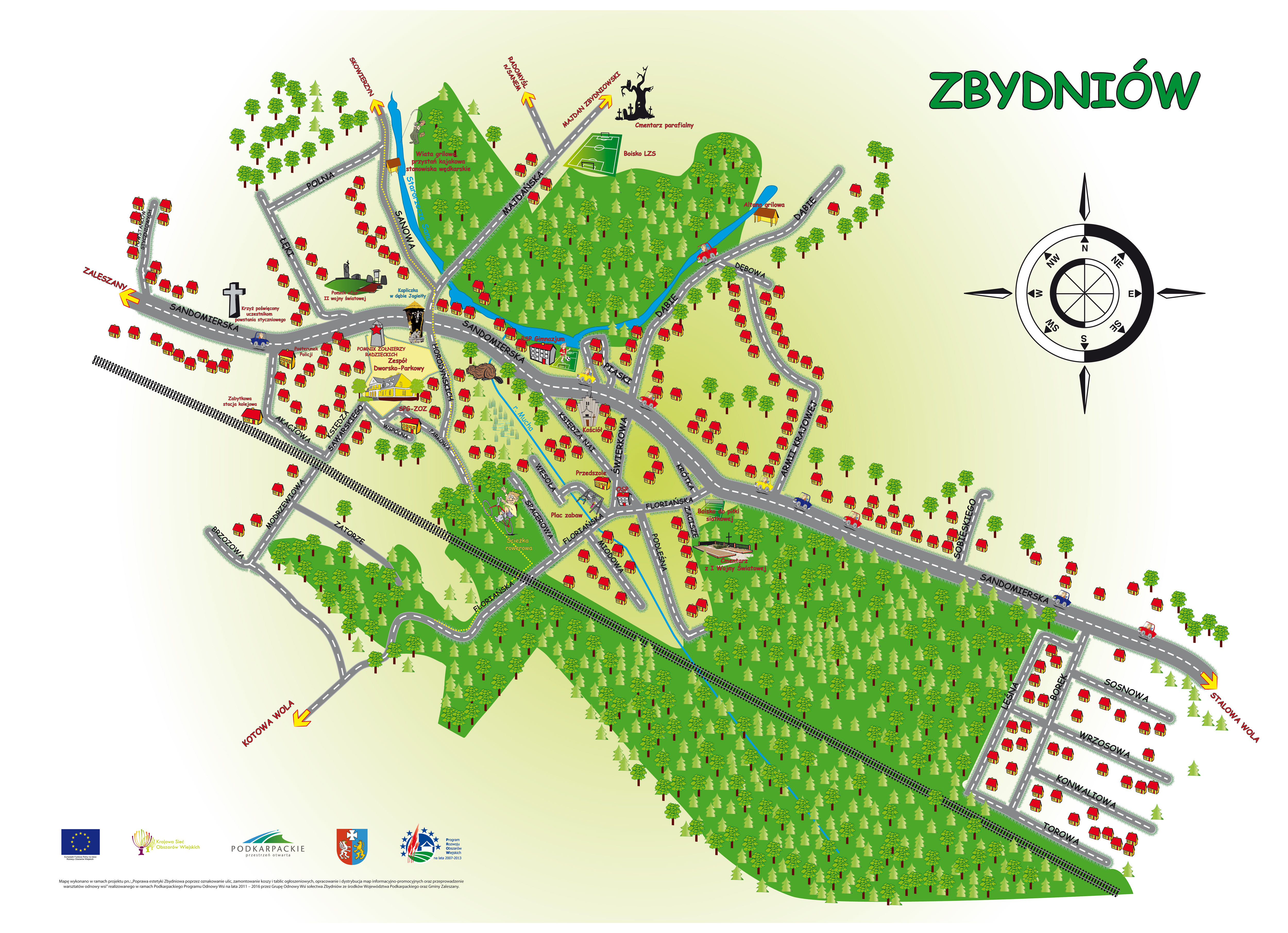
Mapa ulic w Zbydniowie

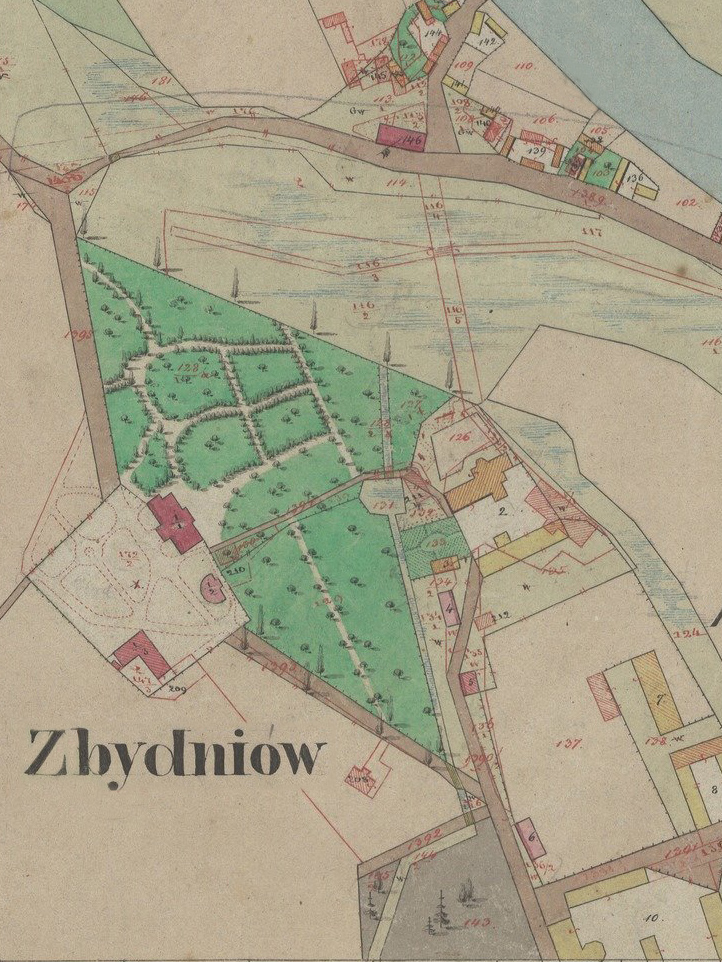
Dwór w Zbydniowie na mapie z 1851

Herb Korczak Horodyńskich

Zbydniów – wieś w Polsce, położona w województwie podkarpackim, w powiecie stalowowolskim, w gminie Zaleszany. Stara wieś rozciąga się na lewym brzegu Sanu, którego główne koryto przez setki lat biegło obok wsi. Okolica jest równiną piaszczystą, dobrze nawodnioną. Na południe ciągnie się duży bór sosnowy zwany "Czarną niwą".
Do 1954 roku istniała gmina Zbydniów. W latach 1975–1998 miejscowość należała administracyjnie do województwa tarnobrzeskiego. W roku 2012 Rada Gminy Zaleszany nadała we wsi Zbydniów nazwy ulicom.

## Integralne części wsi
| SIMC    | Nazwa       | Rodzaj    |
| ------- | ----------- | --------- |
| 0811419 | Cegielnia   | część wsi |
| 0811425 | Dąbie       | część wsi |
| 0811431 | Dwór        | część wsi |
| 0811448 | Folwark     | część wsi |
| 0811454 | Glinianki   | część wsi |
| 0811460 | Ligaw       | część wsi |
| 0811477 | Łęki        | część wsi |
| 0811483 | Okręglica   | część wsi |
| 0811490 | Piasek      | część wsi |
| 0811508 | Pod Kółkiem | część wsi |
| 0811514 | Ruski Bród  | część wsi |
| 0811520 | Stara Wieś  | część wsi |

## Położenie
Miejscowość Zbydniów położona jest w makroregionie Kotliny Sandomierskiej, wzdłuż lewego brzegu Sanu. W obrębie Zbydniowa znajdują się sołectwa: Zaleszany, Majdan Zbydniowski, Turbia, Kotowa Wola.
Przez miejscowość przebiega droga krajowa nr 77 z Lipnika do Przemyśla, a także dwutorowa zelektryfikowana linia kolejowa nr 74 łącząca Tarnobrzeg i Stalową Wolę ze stacją kolejową Zbydniów.

## Historia
Od połowy XIV wieku w przekazach Zbydniów występuje jako wieś dóbr królewskich, rządząca się prawem niemieckim. Jan Długosz w połowie XV w. wymienia wieś jako królewszczyznę posiadającą: 14 kmieci gospodarujących na 43,5 łanach roli, 4 zagrodników z rolą, 4 komorników z bydłem, 6 komorników bez bydła oraz 2 rzemieślników.
Tzw. królewszczyzna Zbydniów była oddawana w zastaw różnym rodzinom szlacheckim za pożyczki zaciągnięte przez skarb królewski. W roku 1408 Władysław Jagiełło, oddał ją w dzierżawę, jako zastaw za pożyczkę na wojnę z krzyżakami, Krystianowi Ostrowskiemu. Następnie posiadali ją m.in. Firlejowie z Dąbrowicy i Leszczyńscy z Baranowa, od których na mocy przywileju królewskiego wydanego 27 marca 1607 w Krakowie dzierżawę przejął szlachcic sandomierski Walenty Czermiński. Rodzina Czermińskich posiadała Zbydniów aż do drugiej połowy XVII w. Wówczas wsie królewskie w starostwie sandomierskim przejęli Lubomirscy, którzy posiadali je do końca I Rzeczypospolitej szlacheckiej. W II poł. XVIII w. właścicielem Zbydniowa był Jerzy Dembiński. Od ok.1797 do 1943 Zbydniów należał do rodziny Horodyńskich herbu Korczak, po kupieniu majątku przez Dominika Horodyńskiego.

## Zabytki
- W parku stoi dwór Horodyńskich. Opuszczony i zdewastowany park oraz budynek popadał w ruinę. Obecnie powraca do dawnej świetności dzięki zaangażowaniu nowego właściciela[10].

Wpisane do rejestru zabytków.
- Zespół dworski, nr rej.: A-911 z 29 kwietnia 1975, 241/A z 8 lutego 1978 i z 18 kwietnia 1985
- Park:nr rej.: 6-ZP z 1 września 1948[11].

## Mord w trakcie II wojny światowej
W nocy z 24 na 25 czerwca 1943 r. niemiecki oddział Waffen-SS dowodzony przez Erwina Ehlersa dokonał brutalnego mordu na rodzinie Horodyńskich. W mordzie zginęło 19 osób (w tym 2 dzieci i 13 kobiet.

## Parafia

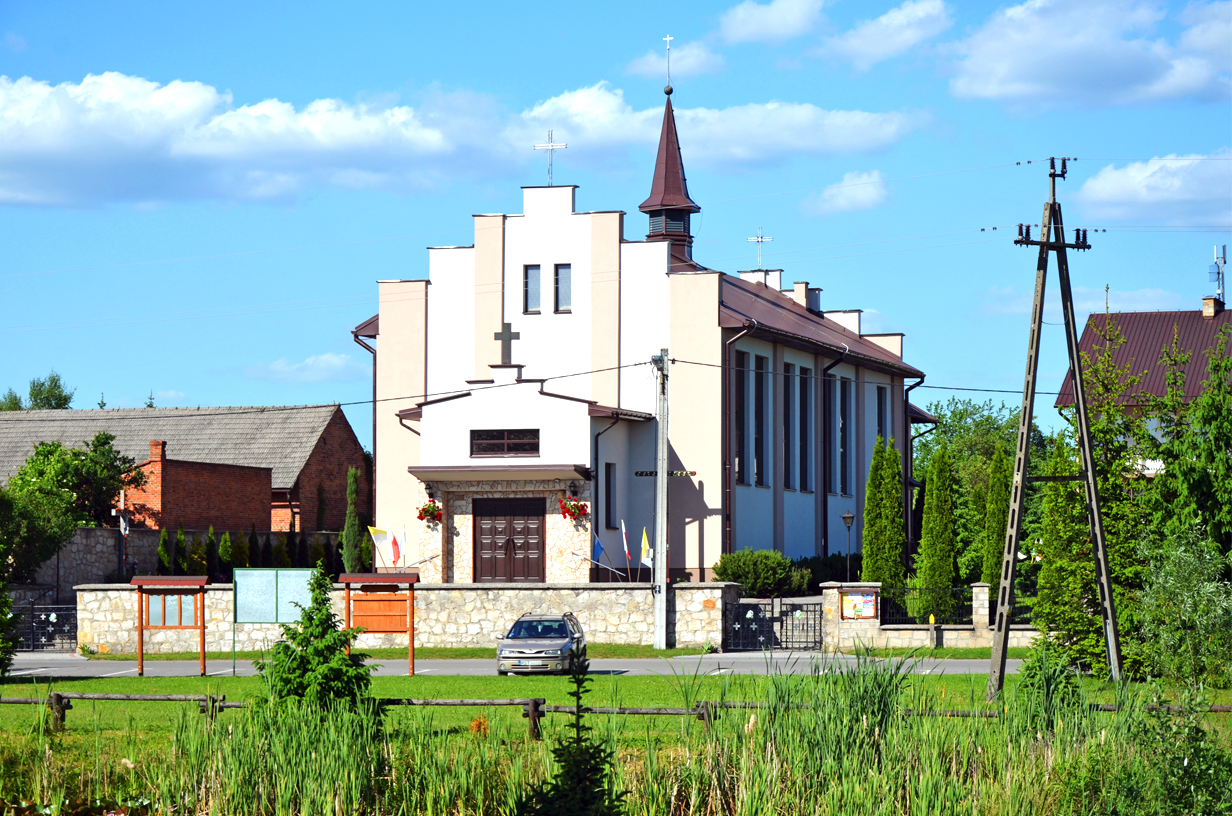
Kościół parafialny w Zbydniowie

W I połowie XX wieku wioska należała do parafii Zaleszany. Początkowo namiastką parafii w Zbydniowie była przydworska kaplica, która w latach 1942–1974 gromadziła wiernych na Mszach Świętych i nabożeństwach parafialnych. Spełniała ona również funkcję punktu katechetycznego.
Parafia pod wezwaniem Podwyższenia Krzyża Świętego w Zbydniowie została erygowana 13 stycznia 1969. Do parafii Zbydniów należy sąsiednia miejscowość Dzierdziówka.
Parafia posiada akta parafialne od 1969 r. Obecny murowany kościół został wybudowany w 1975. Budowniczym kościoła był ksiądz Franciszek Naja. Kościół został wybudowany w stanie surowym w ciągu jedenastu dni. Malowanie kościoła wykonano w 1978 r. Pracę tę podjął mgr malarz Stanisław Urban z Krakowa. Kościół znajduje się w centrum wsi, na lekkim wzniesieniu, jest otoczony zielenią z dużą ilością krzewów i kwiatów.

## Kapliczka Chrystusa

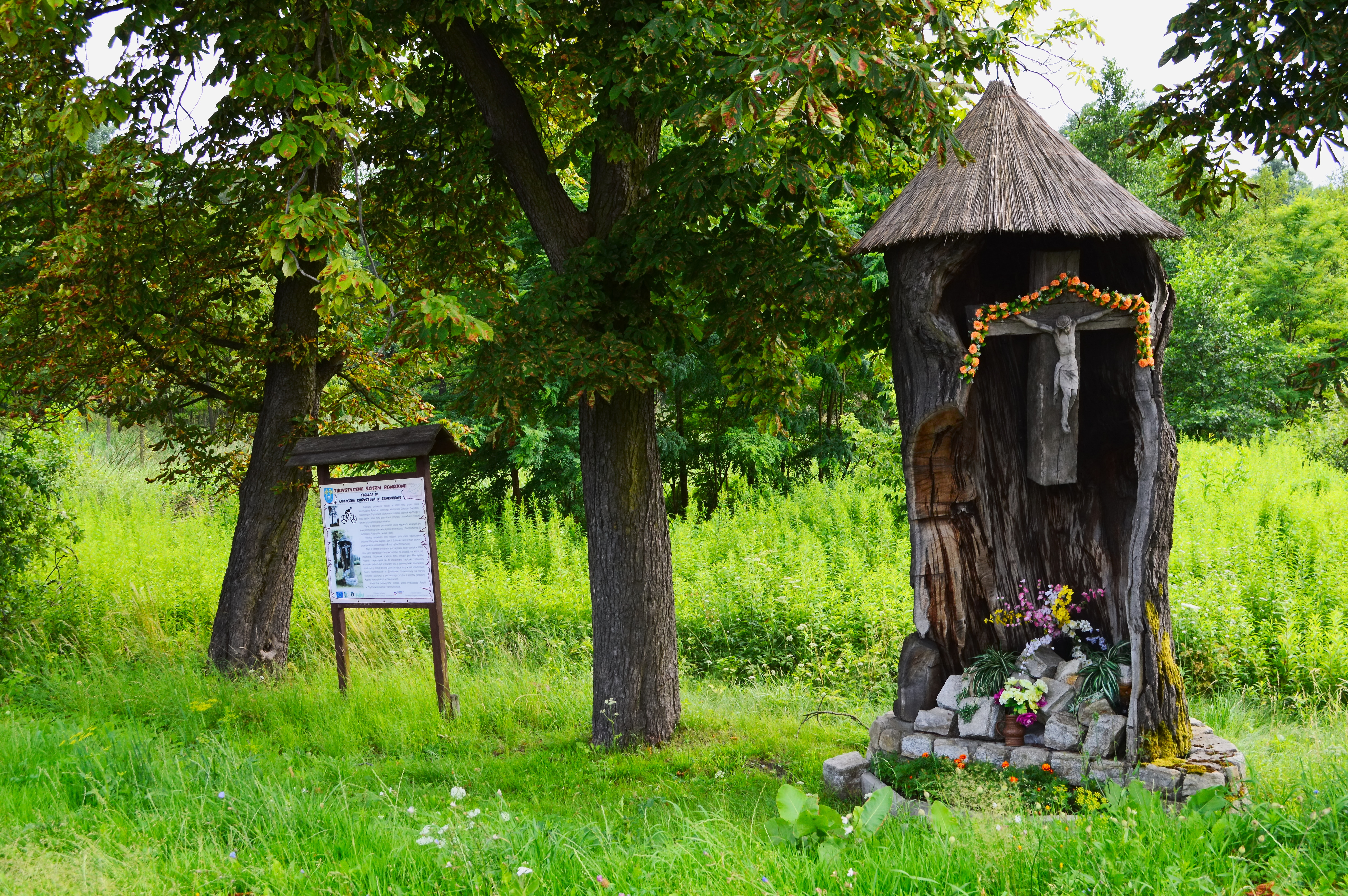
Kapliczka

Kapliczka ustawiona w 2002 roku przez właściciela Zespołu Dworsko-Parkowego Horodyńskich w Zbydniowie. Wykonana została z odziomka jednego z dwu dębów, które były pomnikami przyrody i świadkami historii sprzed przynajmniej pięciu wieków.
Według opowieści pod dębami tymi mieli odpoczywać królowie Władysław Jagiełło i Jan III Sobieski, kiedy przebywali w tych stronach na polowaniach w Puszczy Sandomierskiej.
Dąb, z którego wykonana jest kapliczka ścięty został w 2002 roku, jako zagrażający bezpieczeństwu posesji, na której się znajdował. Odziomek ściętego dębu odkupił obecny właściciel i wykorzystał go do zabudowania kapliczki. Ustawiony w środku dębu krzyż wykonany jest z dębowej belki stanowiącej siostrzan tj. głównej belki podtrzymującej strop w sali kolumnowej dworu Horodyńskich w Zbydniowie. Natomiast umieszczony na krzyżu krucyfiks pochodzi z porzuconego krzyża z komory grobowej Kaplicy Horodyńskich w Zaleszanach.
Oryginalna kapliczka usytuowana jest przy drodze krajowej nr 77, po lewej stronie jadąc w kierunku Sandomierza, na wysokości skrzyżowania z drogą do Radomyśla nad Sanem.

## Orkiestra Dęta
W Zbydniowie istnieje Orkiestra Dęta, która jest jedyną w gminie Zaleszany. Została ona założona w 1922 roku w Zbydniowie jako orkiestra parafialna. Jej działalność ograniczała się wówczas do udziału w uroczystościach kościelnych. W 1990 roku reaktywowana jako orkiestra przy OSP w Zbydniowie, a dyrygentem został Mieczysław Paruch.
W skład orkiestry wchodzi 27 osób. W jej repertuarze znajdują się oprócz muzyki marszowej także utwory religijne, patriotyczne i inne. Orkiestra uczestniczy w uroczystościach okolicznościowych odbywających się w regionie.

## Infrastruktura
W Zbydniowie znajduje się:

- Publiczna Szkoła Podstawowa im. Rodziny Horodyńskich
- Publiczne przedszkole
- ośrodek zdrowia
- apteka
- kościół parafialny pw. Podwyższenia Krzyża Świętego
- Jednostka OSP
- klub sportowy "Zbydniowianka" Zbydniów
- pięć sklepów spożywczych, dwa przemysłowe